# Скачки (приток Мокши)
Скачки — река в России, протекает в Мокшанском районе Пензенской области. Устье реки находится в 599 км по левому берегу реки Мокша. Длина реки составляет 35 км, площадь водосборного бассейна — 222 км².
Исток реки южнее деревни Дмитриевка в 28 км к юго-западу от посёлка Мокшан. Река течёт на север и северо-восток, протекает село Подгорное и деревни Дмитриевка, Бекетовка, Моховой, Лидино, Лунино, Малая Хомяковка, Большая Хомяковка. Приток — Озерки (левый). Впадает в Мокшу у села Скачки. Заключительные километры течёт параллельно Мокше и соединена с ней несколькими протоками выше основного русла.

## Данные водного реестра
По данным государственного водного реестра России относится к Окскому бассейновому округу, водохозяйственный участок реки — Мокша от истока до водомерного поста города Темников, речной подбассейн реки — Мокша. Речной бассейн реки — Ока.
По данным геоинформационной системы водохозяйственного районирования территории РФ, подготовленной Федеральным агентством водных ресурсов:
- Код водного объекта в государственном водном реестре — 09010200112110000026813
- Код по гидрологической изученности (ГИ) — 110002681
- Код бассейна — 09.01.02.001
- Номер тома по ГИ — 10
- Выпуск по ГИ — 0